# Göteborg–Frederikshavn

Danmarksterminalen i Göteborg

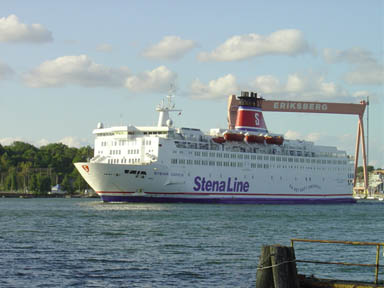
M/S Stena Danica

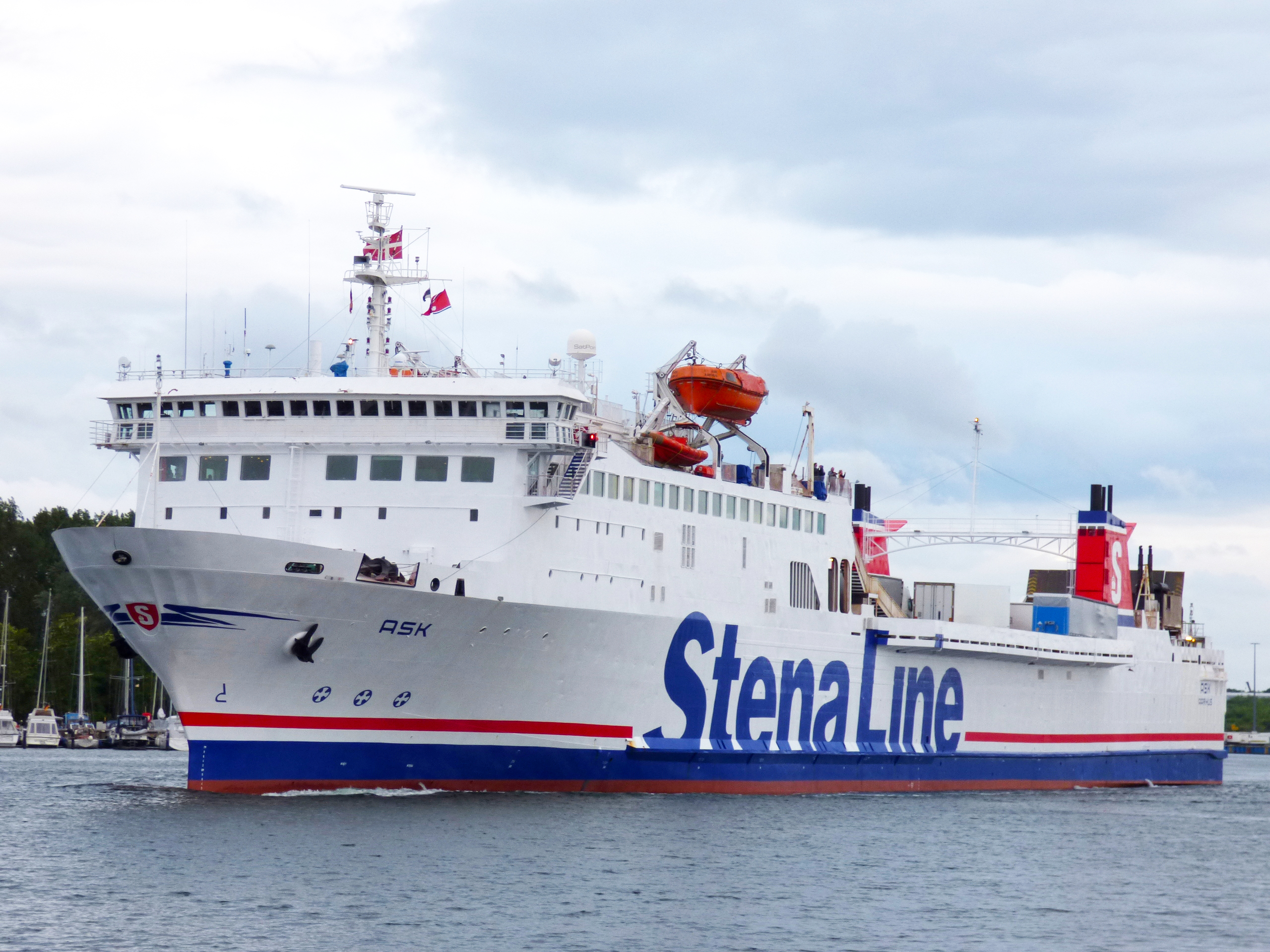
M/S Stena Gothica

Färjelinjen Göteborg–Frederikshavn går över Kattegatt mellan Göteborg och Fredrikshavn, som trafikeras av Stena Line. Den har en överfartstid på minst 3 timmar och 15 minuter. Det går 9 turer per dag och riktning. Två ytterligare turer går med lastbilsfärjan M/S Stena Gothica. Linjen trafikerades även av HSS Stena Carisma, en av Stena Lines snabbfärjor åren 2005-2013.
Europaväg E45 följer denna färjelinje. Danmarksterminalen i Göteborg ligger på södra älvstranden, men Stena Gothica avgår från Stena Lines Tysklandsterminal två kilometer väster om Danmarksterminalen.
År 2007 företogs 5.089 enkla färjeturer som fraktade sammanlagd 1.564.577 passagerare, 330.963 personbilar (inkl MC och husvagnar), 2.878 bussar och 184.179 fraktenheter.

## Fartyg
- M/S Stena Danica
- M/S Stena Jutlandica
- M/S Stena Vinga
- HSS Stena Carisma (åren 2005-2013)